# Санта Маргерита д'Адидже
Санта Маргерѝта д'А̀дидже (на италиански: Santa Margherita d'Adige) е село в Северна Италия, община Борго Венето, провинция Падуа, регион Венето. Разположено е на 12 m надморска височина.